# Marcello Crescenzi (1694-1768)
Pour les articles homonymes, voir Marcello Crescenzi.
Marcello Crescenzi, né le 27 octobre 1694 à Rome, alors capitale des États pontificaux, et mort le 24 août 1768 à Ferrare, est un cardinal italien du XVIIIe siècle.

## Biographie
Marcello Crescenzi exerce diverses fonctions au sein de la Curie romaine, notamment auditeur auprès de la Rote romaine. Il est nommé archevêque titulaire de Nazianze en 1739.
Le pape Benoît XIV le crée cardinal lors du consistoire du 9 septembre 1743. Il est légat apostolique à Ferrare, puis archevêque de ce diocèse à partir de 1743. Il participe au conclave de 1758 lors duquel Clément XIII est élu pape.